# Примитивен идеал
В теория на пръстените, примитивен ляв (десен) идеал е анихилатор на обикновен ляв (съответно десен) модул. Обикновен модул (ляв или десен) наричаме модул, който не притежава ненулви собствени подмодули. Анихилатор на модул е множеството от елементи на пръстена, които нулират елементите на дадения модул. Всеки примитивен идеал е прост идеал. Всеки пръстен факторизиран по ляв (десен) примитивен идеал се нарича ляв (десен) примитивен пръстен.